# Hidroxid

Structura anionului hidroxid

Hidroxidul este un anion diatomic cu formula chimică OH-. Din punct de vedere structural, este format dintr-un atom de oxigen și un atom de hidrogen, legați prin legătură covalentă, astfel că sarcina ionului este negativă. Din punct de vedere chimic, anionul este o bază, un ligand, un nucleofil și un catalizator. Este, împreună cu ionul hidroniu, unul dintre constituenții apei, ei fiind produși de auto-ionizare a acesteia. Cele mai bune exemple de hidroxizi sunt: hidroxid de sodiu, hidroxid de potasiu, hidroxid de amoniu.

## Structură
În structura hidroxizilor metalelor alcaline mai grele, la temperaturi ridicate, ionul hidroxid are o rotație liberă în cristal, fiind un ion sferic, cu o rază ionică efectivă de aproximativ 153 pm. Astfel, KOH și NaOH la temperaturi ridicate adoptă structura clorurii de sodiu,, care treptat ajunge la o structură monoclinică deformată (la temperaturi mai mici de 300 °C). Grupele -OH se rotesc în jurul axei de simetrie chiar și la temperatura camerei, astfel că nu pot fi detectate prin difracția cu raze X.

## Hidroxizi anorganici

### Metale alcaline
Pe lângă hidroxidul de sodiu NaOH și hidroxidul de potasiu KOH, care sunt cele mai utilizate la nivel industrial, și restul hidroxizilor metalelor alcaline sunt folositoare. Hidroxidul de litiu este o bază tare, cu o constantă de ionizare pKb de −0.36. Hidroxidul de litiu este folosit în sistemele de purificare ale amestecului respirabil, pentru a elimina dioxidul de carbon din aerul expirat.
{\displaystyle {\ce {{2 LiOH}+ {CO2}-> {Li2CO3}+ {H2O}}}}

### Metale alcalino-pământoase

Produsul trimer de hidroliză al beriliului

Hidroxidul de beriliu Be(OH)2 este amfoter. Hidroxidul propriu-zis este insolubil în apă, iar prin reacția cu apa se obțin produși de hidroliză solubili, printre care se numără și forma ionică trimeră [Be3(OH)3(H2O)6]3+, fiind un ciclu format din șase atomi: 3 atomi de beriliu, legați între ei printr-o punte hidroxilică. Formează și unii aquacationi [Be(H2O)4]2+ la pH scăzut. 
Solubilitatea în apă a celorlalți hidroxizi ai metalelor din grupa a II-a crește cu creșterea numărului atomic. Hidroxidul de magneziu Mg(OH)2, hidroxidul de calciu Ca(OH)2, hidroxidul de stronțiu Sr(OH)2 și hidroxidul de bariu Ba(OH)2 sunt toate baze tari. Hidroxidul de calciu în suspensie apoasă (denumit și „apă de var”) are un caracter pronunțat atât de bazic încât reacționează și cu unii oxizi acizi cu formare de săruri:
{\displaystyle {\ce {{Ca(OH)2}+ {CO2}<-> {CaCO3}+ {H2O}}}}
Reacția este folosită pentru identificarea dioxidului de carbon, un oxid al unui acid slab (acid carbonic).

### Grupa borului

Tetrahidroxo
aluminatul (III)

Cea mai simplă formă a hidroxidului de bor B(OH)3 are caracter slab acid este cunoscut ca și acid boric. Nu ionizează în soluție apoasă, în schimb reacționează cu moleculele de apă, cedând protoni (este un acid Lewis) și formând anionul tetrahidroxoborat:
B(OH)3 + H2O  B(OH)−
4 + H+
Se cunosc câteva varietăți de oxoanioni ai borului care, în forma lor protonată, conțin grupări hidroxid.
Hidroxidul de aluminiu Al(OH)3 este amfoter și se dizolvă în soluții alcaline formând anionul tetrahidroxoaluminat:
Al(OH)3 (s) + OH− (aq)  Al(OH)−
4 (aq)